# Деваки
Деваки (санскр. देवकी) — жена Васудевы и мать Кришны и Баларамы в индуизме. В «Бхагавата-пуране» описывается, что она была дочерью младшего брата царя Матхуры Уграсены по имени Девака. Брат Деваки Камса, заключил её вместе с мужем Васудевой в тюрьму после того, как услышал пророчество, что восьмой сын Деваки убьёт его. Испугавшись пророчества, Камса убил одного за другим шесть новорожденных младенцев Деваки. Седьмой ребёнок, Баларама, избежал неминуемой смерти после того, как чудесным образом был перенесён из чрева Деваки в чрево другой жены Васудевы по имени Рохини, которая находилась на свободе. Взамен Баларамы, в чрево Деваки была помещена девочка-младенец, которая на самом деле была воплощением Майи.
Восьмым сыном Деваки был Кришна. Кришна родился ночью и тайком был перенесён Васудевой в маленькую пастушескую деревню Гокулу, в дом предводителя пастухов Нанды и его жены Яшоды. Описывается, что Кришна не родился от половой связи Деваки и Васудевы, но был чудесным образом перенесён в её чрево из ума Васудевы.
После того как Камса понял, что восьмой ребёнок Деваки остался в живых и куда-то исчез, он освободил Деваки и Васудеву из тюрьмы и они поселились в Матхуре.
Позднее, у Васудевы и его второй жены Рохини родилась дочь Субхадра, которая вышла замуж за Арджуну. От Арджуны у неё родился сын Абхиманью. Впоследствии, они вместе со всем населением Матхуры переехали в Двараку.